# دژ کوپاکابانا

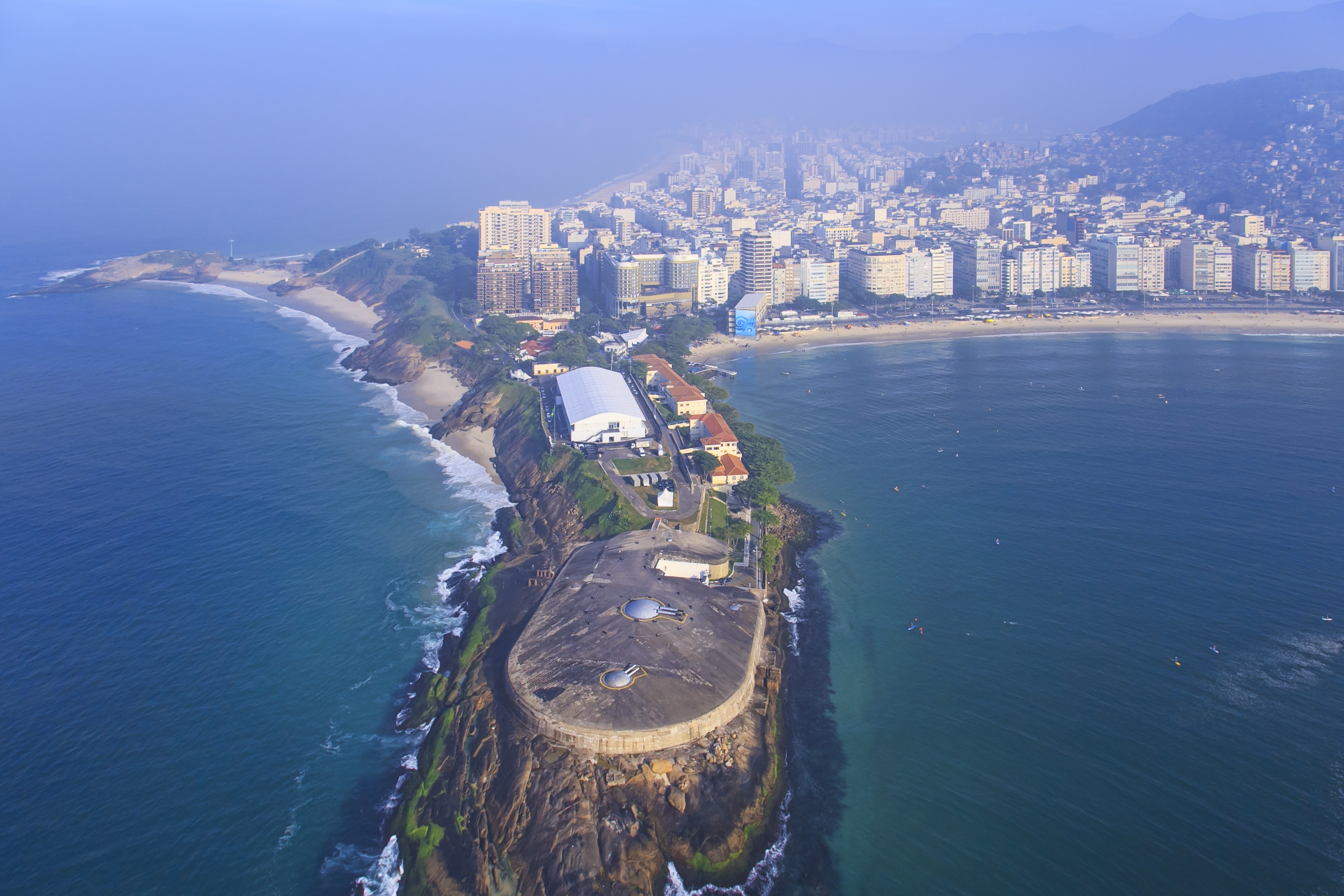
نمایی از دژ کوپاکابانا

دژ کوپاکابانا (انگلیسی: Fort Copacabana) یک مرکز و موزه نظامی در جنوبی‌ترین قسمت منطقه کوپاکابانا، ریودو ژانیرو برزیل است.
ارتش برزیل این منطقه را برای محافظت از سواحل ریودو ژانیرو انتخاب و از سال ۱۹۰۸ تا ۱۹۱۴ یک مرکز نظامی در آن ایجاد کرده‌است اما در سال ۱۹۸۷ میلادی فعالیت نظامی این دژ پایان یافته و پس از آن تبدیل به موزه نظامی شده‌است.
مسابقات شنای آزاد و مسابقات ورزش سه‌گانه بازی‌های المپیک تابستانی ۲۰۱۶ در این دژ برگزار خواهد شد.

## نگارخانه

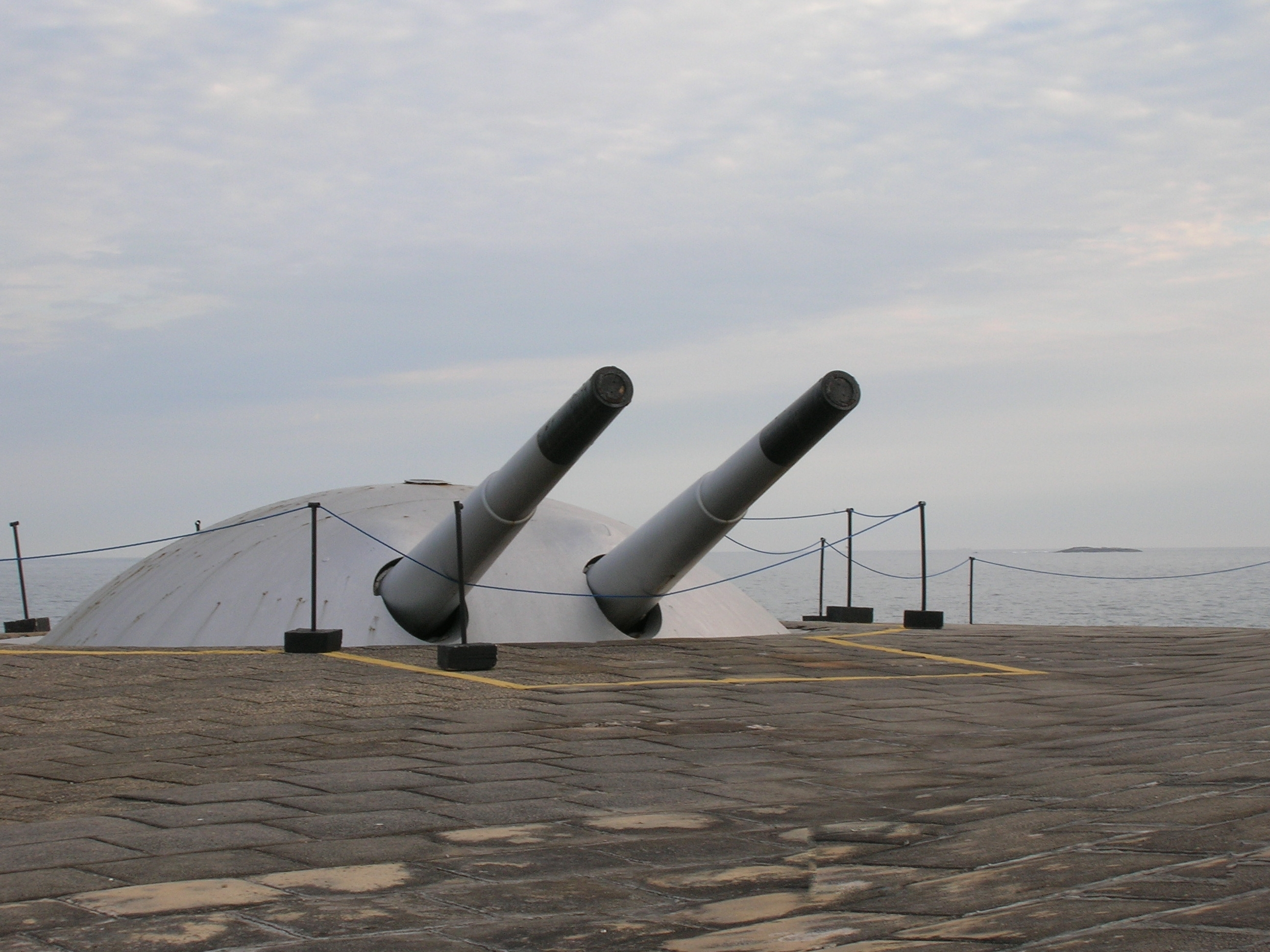
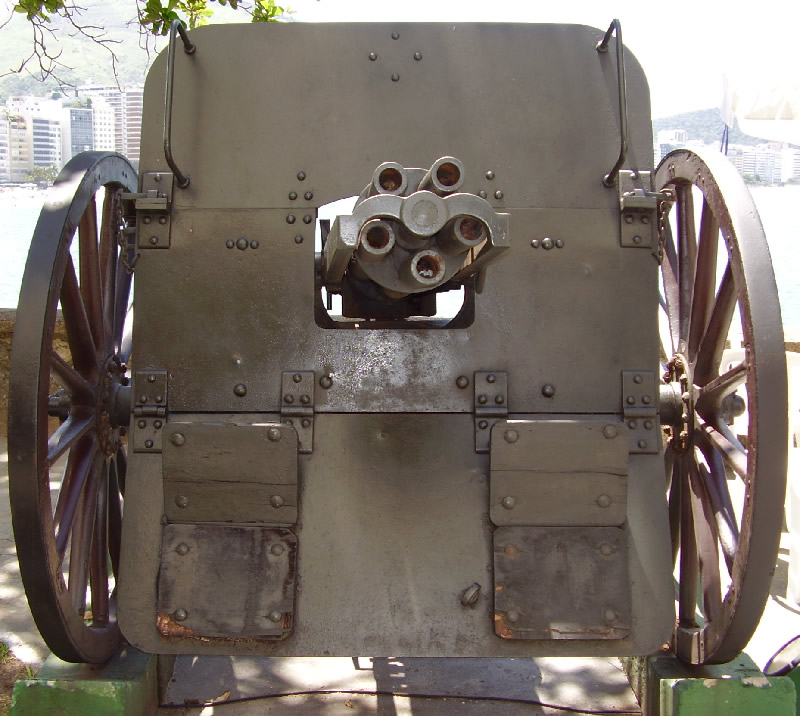
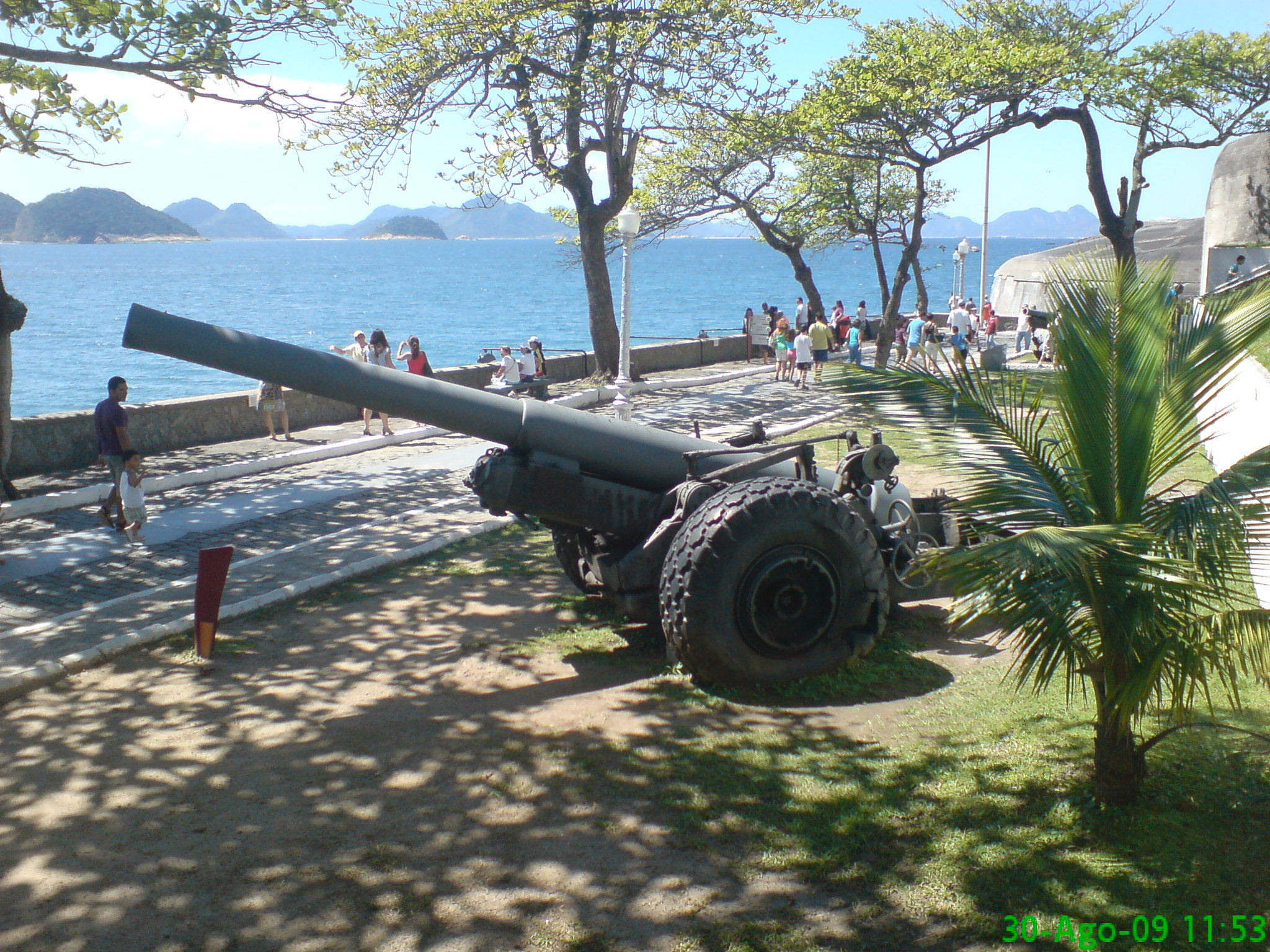